# Max Bulla
Max Bulla (26. september 1905 – 1. marts 1990) var en østrigsk cykelrytter. Han blev den første vinder af Tour de Suisse i 1933.
I Tour de France 1931 vandt Bulla tre etaper og bar den gule trøje i en dag. Han fuldførte Touren på en 15. plads, og vandt klassifikationen for uafhængige ryttere. Bulla blev nummer fem og vandt to etaper af Vuelta a España 1935.
Da Bulla vandt den anden etape af Tour de France i 1931, og tog den gule trøje, var Tour de France-cykelryttere opdelt i nationale hånd og touriste-routiers. De bedste cykelryttere var i de nationale hold, og semi-amatørerne var touriste-routiers. Bulla was a touriste-routier, og på den anden etape startede touriste-routiers 10 minutter senere end de nationale hold. Alligevel lykkedes det Bulla at overhale de nationale hold, vinde etapen og tage føringen - dette var den eneste gang i Tour de France's historie at en touriste-routier har ført løbet.

## Fodnoter
1. ↑  McGann, Bill; McGann, Carol (2006). The Story of the Tour De France. dog ear publishing. s. 101. ISBN 1-59858-180-5.